# 自然さ (物理学)
物理学における自然さ（しぜんさ、英: naturalness）は、物理理論に現れる無次元量の自由パラメータや物理定数の比が「オーダー1」を取るべきで、自由パラメータは微調整されないという審美的な性質である。つまり、自然な理論であれば、パラメータ比は234000や0.000234ではなく、2.34のような値をとることになる。
納得の行く理論が「自然」でなければならないという要求は、1960年代頃に素粒子物理学で始まった。標準模型の非自然性と階層性問題、微調整、そして人間原理などの広い話題から生まれた基準である。しかしいくつかのパラメータが何桁も変化し、関係するモデルの現在の値に対して広範な「微調整」を必要とする標準模型など、現在の理論の弱点、または将来の発展の可能性を示唆する傾向がある。我々が現在認識しているこれらの一見正確な値が、人間原理などに基づいて偶然生じたのか、それとも素粒子物理学のモデルにはまだ含まれていない他の要因によって、これらが予想され十分に説明される、まだ開発されていないより進んだ理論から生じたのか、まだ明確になっていないことが問題である。
標準模型のような「微調整された」理論よりも「自然な」理論の方がパラメータが多い例も多いので、自然性の概念は必ずしもオッカムの剃刀と相容れない。物理学における自然性は微調整の問題と密接に関係しており、過去10年間、多くの科学者が自然性の原理はベイズ統計の特定の応用であると主張していた。

素粒子物理学の歴史の中で、自然性の原理が正しい予測をしたのは、電子の自己エネルギー、パイ中間子の質量差、中間子の質量差の場合の3回である。

## 概要
簡単な例を挙げよう。ある物理モデルが4つのパラメータを必要とし、それによって物理宇宙のある側面について非常に質の高い作業モデル、計算、予測を行うことができるとする。そのパラメータが値を持つことを実験によって発見したとする。
- 1.2
- 1.31
- 0.9 and
- 404,331,557,902,116,024,553,602,703,216.58 (roughly 4 x 1029).

どうしてこのような数値が出るのか、不思議に思うかもしれない。しかし、特に、3つの値が1に近く、4つ目の値が大きく異なる理論に興味を持つかもしれない。言い換えれば、最初の3つのパラメータと4つ目のパラメータの間に大きな不釣り合いがあるように見える。また、もしこれらの値が力の強さを表しており、ある力が他の力よりも非常に大きく、その効果という点で他の力と関連付けられるようにするには4×1029の係数が必要だとしたら、その力が出現したとき、我々の宇宙はどうしてそれほど正確にバランスが取れていたのだろうかと考えるかもしれない。現在の素粒子物理学では、いくつかのパラメータの差はこれよりはるかに大きいので、この疑問はさらに注目される。
一部の物理学者が示した答えの1つに、人間原理がある。もし宇宙が偶然に存在するようになり、おそらく膨大な数の他の宇宙が存在するか、存在したのだとしたら、物理学の実験ができる生命は、偶然に力のバランスが非常に取れた宇宙でのみ発生したことになる。力のバランスがとれていない宇宙では、この問題に対応できる生命は誕生しなかったはずである。もし人間のような生命体がそのような質問をするならば、それがどんなに稀なことであっても、力のバランスが取れた宇宙で生まれたに違いないといえる。
もう1つの答えは、おそらく物理学にはもっと深い理解があり、それを発見し理解すれば、これらのパラメータが本当に基本的なパラメータではないことが明らかになり、我々が発見した正確な値があるのは、それなりの理由があるからで、それらはすべて、それほどアンバランスではない他の基本的なパラメータから派生している、というものである。

## 導入
素粒子物理学において自然性の仮定とは、より詳細な説明が存在しない限り、必要な対称性を保存するEffective actionにおいて考えられるすべての項が自然な係数でこの作用に現れるはずであることを意味する。
有効場の理論では、カットオフΛとは、理論が破綻するエネルギーまたは長さのスケールである。次元解析によって、自然な係数は以下の形式を取る。
{\displaystyle h=c\Lambda ^{4-d},}
d はfield operatorの次元であり、c は「ランダム」であるべき、有効理論が破綻するスケールで1より小さいような無次元数である。さらにくりこみ群を実行すると、エネルギースケールEでのcの値を減らせるが、 比例する小さなファクターによって、ln(E/Λ)となる。
標準模型の有効作用におけるいくつかのパラメータは、自然性の仮定との整合性から求められるよりもはるかに小さな係数を持っているように見え、物理学における基本的な未解決問題のいくつかにつながっています。
- QCDの自然性は、強いCP問題を引き起こす。"シータパラメータ "は、一桁の単位ではなく、非常に小さい（実験的には "ゼロ "と一致する）ので、強いCP問題につながる。[要出典]
- ヒッグス粒子の質量の自然さについては、重力を特徴づけるプランク質量よりも17桁も小さいため、階層性問題を引き起こすことになる。(同様に、弱い力の強さを特徴づけるフェルミ定数は重力の強さを特徴づける重力定数に比べて非常に大きい)。[7]
- 宇宙定数の自然さは、素朴に予想されるよりも少なくとも40桁、おそらく100桁以上小さいため、宇宙定数問題を引き起こす。[7]

また、電子の質量である、電子とヒッグスの結合が異常に小さく、さらに軽いクォークの質量も異常に小さい。
大きな余剰次元を持つモデルでは、余剰次元の異なる位置に局在する物体を作る場の作用素を乗じる作用素では、自然性の仮定が破られる。

## 自然性とゲージ階層問題
より実際的な自然度の定義は、任意の観測可能な n個の独立した寄与からなる{\displaystyle O}に対して、
{\displaystyle O=a_{1}+\cdots +a_{n},}
{\displaystyle O}に対する独立な全寄与は{\displaystyle O}と同等かそれ以下であるべきである。
そうでなければ、ある一つの寄与が{\displaystyle a_{1}\gg O}であるならば、ほかの独立な寄与のいくつかは大きな反対符号の値に微調整されなければならず、このような微調整が不自然なので理論に何らかの欠陥があることを示しているように見える。
簡単に言えば、標準モデルがヒッグスポテンシャル
{\displaystyle V=-\mu ^{2}\phi ^{\dagger }\phi +\lambda (\phi ^{\dagger }\phi )^{2}}
とあるとき、ヒッグスボソンの物理質量は
{\displaystyle m_{h}^{2}=2\mu ^{2}+\delta m_{h}^{2}}
で計算されるが、ここで二次式に発散する放射補正は、
{\displaystyle \delta m_{h}^{2}\simeq {\frac {3}{4\pi ^{2}}}{\Bigl (}-\lambda _{t}^{2}+{\frac {g^{2}}{4}}+{\frac {g^{2}}{8\cos ^{2}\theta _{W}}}+\lambda {\Bigr )}\Lambda ^{2}}
で与えられる。ここで{\displaystyle \lambda _{t}}はトップ-クオーク湯川カップリングであり、 {\displaystyle g} はSU(2) ゲージカップリングで、{\displaystyle \Lambda } はは発散するループ積分に対するエネルギーカットオフである。{\displaystyle \delta m_{h}^{2}} 
増加につれて (選択されたカットオフ{\displaystyle \Lambda }に依存)、 {\displaystyle m_{h}\simeq 125} GeVとして知られる測定値{\displaystyle m_{h}}を維持するように、{\displaystyle \mu ^{2}} は自由にダイアルされる。
{\displaystyle \Lambda }について解くと、 {\displaystyle \Lambda <1} TeVが見つかる。このことは、自然な有効場の理論としての標準模型が、1 TeVのエネルギースケールまでしか有効でないことを意味している。
この議論はカットオフ {\displaystyle \Lambda } を導入する正則化スキームに依存しており、おそらく次元正則化のもとでは問題はなくなる、と主張されることがある。この場合、Higgsとカップリングする新しい粒子を導入すると、新しい粒子の質量の2乗で再び2次発散が起こる。例えば、標準模型にsee-saw型ニュートリノを入れた場合、{\displaystyle \delta m_{h}}は{\displaystyle 10^{13}} GeV領域で典型的に予想されるsee-saw・スケール近くまで吹き飛ぶだろう。

## MSSMとlittle hierarchy

### Overview
標準模型を超対称化することで、ゲージ階層問題（大きな階層問題）の解決に到達する。
ゲージヒエラルキー（大きなヒエラルキー）問題の解決に到達する。
超対称性により、摂動論における二次発散がすべての次数でキャンセルされることが保証されるからである。
最も単純な超対称化は、次のようになる。
最小超対称標準模型(MSSM)である。
MSSMでは、SMの各粒子は、スーパーパートナー(sparticle)として知られるパートナー粒子を持つ。例えば、左電子と右電子のヘリシティー成分はスカラーパートナーであるセレトロン{\displaystyle {\tilde {e}}_{L}} と {\displaystyle {\tilde {e}}_{R}}を持つ一方で、8色のグルーオンは8色のスピン1/2グルイノのスーパーパートナーである。
MSSMのHiggsセクターは、必然的に1重項ではなく2重項を含むように拡張される必要がある。{\displaystyle h,\ H,A} と {\displaystyle H^{p}m} の間に、8つのHiggs成分フィールドのうち3つが {\displaystyle W^{p}m} と {\displaystyle Z} ボゾンによって吸収されて質量が増加する。
MSSMは、仮想的なスーパーパートナーの存在を検証する3つの異なる測定セットによって実際にサポートされている：
1. 3つのゲージ結合の強さを弱いスケールで測定することは、あるスケール{\displaystyle Q\simeq 2\times 10^{16}} GeVでのゲージ結合の統一にまさに必要なことである。 
2. {\displaystyle m_{t}\simeq 173} GeV は電弱対称性の放射駆動による崩壊を引き起こすのに必要な範囲にぴったりと収まる。
3. {\displaystyle m_{h}\simeq 125} GeV はMSSMの許容値の狭い窓の中に入っている。
しかし、弱いスケールのSUSY（{\displaystyle m(W,Z,h)\sim 100} GeVで特徴づけられるように弱いスケールかその近傍にスーパーパートナーの質量を持つ）の検証には、十分に高エネルギーな衝突ビーム実験で少なくともいくつかのスーパーパートナーを直接観測することが必要である。
2017年の時点で、質量中心エネルギー13TeVで稼働する{\displaystyle pp}衝突型加速器であるCERN大型ハドロン衝突型加速器は、スーパーパートナーの証拠を発見していない。このため、グルイノ{\displaystyle m_{\tilde {g}}>2} TeVと、より軽いトップスクォーク{\displaystyle m_{{\tilde {t}}_{1}}>1} TeVに質量制限が設けられている（実験解析をより扱いやすくするために仮定された、ある種の単純化されたモデルの範囲内で）。
これらの限界とともに、{\displaystyle m_{h}\simeq 125} GeVというかなり大きな測定値が、TeVスケールの高度に混合されたトップ・スクワークを必要とするようである。これらの測定結果を総合すると、{\displaystyle m_{W,Z,h}\ll m_{sparticle}}によって特徴づけられるLittle Hierarchyの問題が浮上していることが懸念される。 この「小さな階層」の下では、現在対数拡散している軽いヒッグスの質量は、微調整をしない限り、粒子の質量スケールまで爆発してしまうと予想される。Little Hierarchy問題は、WSSが自然界では実現されていないのではないか、あるいは、少なくとも過去に理論家が典型的に期待したような形では実現されていないのではないかという懸念につながっている。

### 現状
MSSM では、軽いヒッグスの質量は次のように計算される。
{\displaystyle m_{h}^{2}=\mu ^{2}+m_{H_{u}}^{2}+{\rm {mixing}}+{\rm {loops}}}
ここで、混合とループの寄与は {\displaystyle <m_{h}^{2}} だが、ほとんどのモデルは、ソフトSUSYを破るアップヒッグスの質量 {\displaystyle m_{H_{u}}^{2}}が大きく駆動している。
TeVスケールの負の値（電弱対称性を崩すため）。そして、測定値{\displaystyle m_{h}=125} GeVを維持するために、スーパーポテンシャルの質量項{\displaystyle \mu ^{2}}をある大きな正の値に調整する必要がある。あるいは、Natural SUSYの場合、{\displaystyle m_{H_{u}}^{2}}は小さな負の値まで変化し、その場合{\displaystyle \mu }と{\displaystyle |m_{H_{u}}|}はともに100-200GeVのオーダーになると予想される。{\displaystyle \mu }は超対称的であり、SM粒子（W,Z,h）とスーパーパートナー（ヒッグシノ）の両方に質量を与えるので、自然MSSMから100-200GeVスケールの近くに軽いヒッグシノが存在することが予想されるのである。MSSMの自然性は歴史的に{\displaystyle Z}ボゾンの質量で表現され、実際このアプローチは、より厳しいスパース粒子の質量の上限を導くものであった。MSSMの（Coleman-Weinberg）スカラーポテンシャルを最小化することによって、{\displaystyle m_{Z}=91.2} GeVの測定値をSUSYラグランジアンのパラメータに関連付けることができる。
{\displaystyle {\frac {m_{Z}^{2}}{2}}={\frac {(m_{H_{d}}^{2}+\Sigma _{d}^{d}(i))-\tan ^{2}\beta (m_{H_{u}}^{2}+\Sigma _{u}^{u}(j))}{\tan ^{2}\beta -1}}-\mu ^{2}\simeq -m_{H_{u}}^{2}-\Sigma _{u}^{u}(i)-\mu ^{2}}
ここで、{\displaystyle \tan \beta \sim 5-50}はHiggs場の真空期待値{\displaystyle v_{u}/v_{d}}{\displaystyle m_{H_{d}}^{2}}の比はダウンHiggs軟化破れの質量項である。{\displaystyle \Sigma _{d}^{d}(i)}と{\displaystyle \Sigma _{u}^{u}(j)}にはインデックスiとjで示される様々なループ補正が含まれ、その中で最も重要なのはトップ・クォークから来るものである。
P. Nilles の有名な総説、"Supersymmetry, Supergravity and Particle Physics" というタイトルで Phys.Rept. 110 (1984) 1-162に出版されたものには、「今後 5 年から 10 年の間に、弱い相互作用スケールの自然性の問題の解決としての超対称性が神話か現実か、実験によって決めることができるだろう」という文章がある。